# Giornate internazionali di Corte
Le Giornate internazionali di Corte (in corso Ghjurnate Internaziunale di Corti, in francese Journées internationales de Corte), nate come Giornate del popolo corso (in corso Ghjurnate di u Popolu Corsu, in francese Journées de Peuple Corse), sono delle giornate organizzate da Corte, antica capitale della Corsica indipendente di Pasquale Paoli dai movimenti indipendentisti còrsi dal 1981.
Alle giornate del 2008 hanno partecipato 2.000 persone, tra cui il JERC, l'Askatasuna, il leader kanak Roch Pidjot (USTKE), il basco Gaby Mouesca (ex-Iparretarrak), il Fronte nazionale sicilia-Sicilia indipendente e il leader corso Jean-Guy Talamoni ed è stato diffuso un messaggio del FLNC UC.

## Partecipanti
- Bretagna: Emgann (2006)
- Irlanda: Sinn Féin (2010-2011)
- Corsica: Corsica Nazione (1992-2004), Corsica Nazione Indipendente (2005-2008), FLNC UC (2008), Corsica Libera (2009-2011)
- Nuova Caledonia: USTKE (2008, 2010), FLNKS (2010), UNPK (2010), Parti Travaillistes Kanak (2010)
- Paesi Baschi: Batasuna (2005-2006, 2010-2011), Askatasuna (2008, 2010-2011), Segi (2010), Autonomia Eraiki (2010)
- Paesi Catalani: Esquerra Republicana de Catalunya (2005-2007), Joventuts d'Esquerra Republicana de Catalunya (2007-2008), Estat Català (2006, 2008), Comitè Català de Solidaritat Internacionalista (2006, 2010), Solidaritat Catalana per la Independència[1] (2011)
- Sardegna: Indipendèntzia Repùbrica de Sardigna (2005-2007, 2010-2011), Sardigna Natzione (2005-2006, 2010-2011), Partito Sardo d'Azione (2011)
- Scozia: Partit Socialista Escocès (2005)
- Sicilia: Fronte nazionale siciliano (2008), Movimento per l'Indipendenza della Sicilia (2012), Movimento di Liberazione Nazionale Siciliano (2014), Movimento Nazionale di Liberazione Sikulo (2014)
- Tahiti: Tavini Huiraatira (2006, 2011)

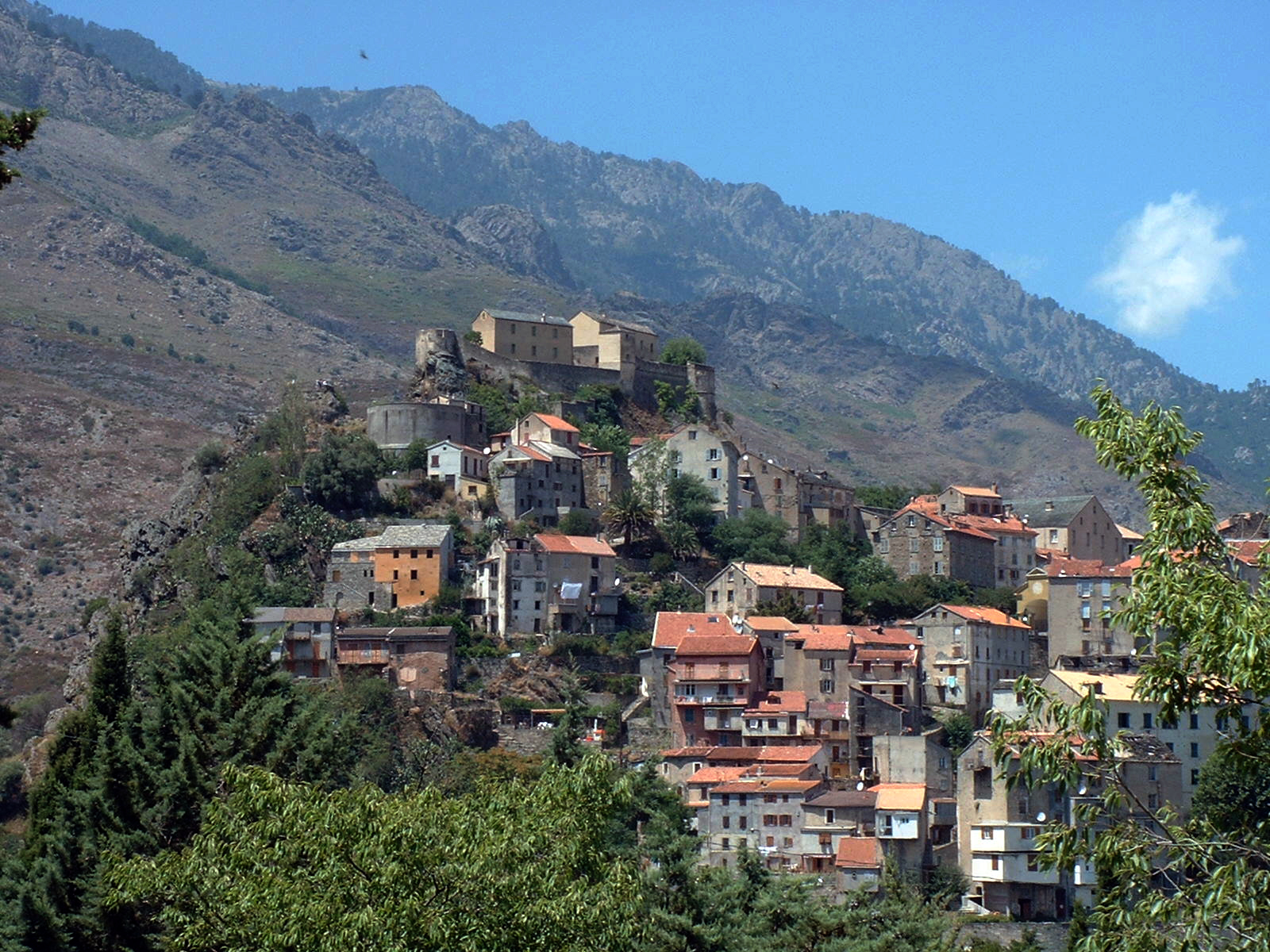
Corte, sede delle Giornate internazionali e capitale storica dell'isola